# 342764 Alantitus
342764 Alantitus este o planetă minoră (asteroid) din centura de asteroizi. A fost descoperită pe 26 octombrie 2008 la Mount Lemmon⁠(d) de Mount Lemmon Survey⁠(d). 
Obiectul prezintă o orbită caracterizată de o semiaxă mare de 2,6462463328422 UAi, o excentricitate de 0,16065448129769, o înclinație de 7,1293184259085 ° în raport cu ecliptica.